# Прво Колумбово путовање
Прво Колумбово путовање (шп. Primer viaje de Colón), истраживачка експедиција под вођством Кристифора Колумба која је открила Америку 11. октобра 1492. године. Шпанска експедиција од три брода у потрази за западним путем за Индију открила је Бахамска острва и Хаити где је подигла малу тврђаву Ла Навидад, прву европску колонију у Америци, изгубивши један брод на обали Хаитија. Иако је открио Америку, Колумбо није био свестан важности свог открића и до краја живота је веровао да је стигао до обала Азије.